# Helina quadrinoata
Helina quadrinoata är en tvåvingeart som först beskrevs av Johann Wilhelm Meigen 1826.  Helina quadrinoata ingår i släktet Helina och familjen husflugor. Inga underarter finns listade i Catalogue of Life.